# Église Saint-Étienne de Sremska Mitrovica
Pour les articles homonymes, voir Église Saint-Étienne.
L'église Saint-Étienne (en serbe cyrillique : Црква светог Стефана ; en serbe latin : Crkva svetog Stefana) est une église orthodoxe serbe située à Sremska Mitrovica, en Serbie, dans la province de Voïvodine et dans le district de Syrmie. Elle dépend de l'éparchie de Syrmie et figure sur la liste des monuments culturels d'importance exceptionnelle de la Répbulique de Serbie (identifiant no SK 1047).
Elle est également connue sous les noms de Mala Crkva, « la petite église », et de Stara Crkva, « la vieille église ».

## Histoire
L'église Saint-Étienne a été construite à la fin du XVIe siècle ou au début du XVIIe siècle, avec un aspect rappelant celui d'une église en bois. Elle mentionnée pour la première fois en 1729.

## Architecture
L'église est constituée d'une nef unique orientée sud-ouest-nord-est et de forme rectangulaire. Au-dessus de l'entrée principale se trouve un haut clocher baroque. La voûte est en berceau, à l'exception des voûtes en croix qui soutiennent le sol du clocher. La façade est sobre, avec une partie semi-triangulaire en encorbellement soutenue par des contreforts. 

## Décoration

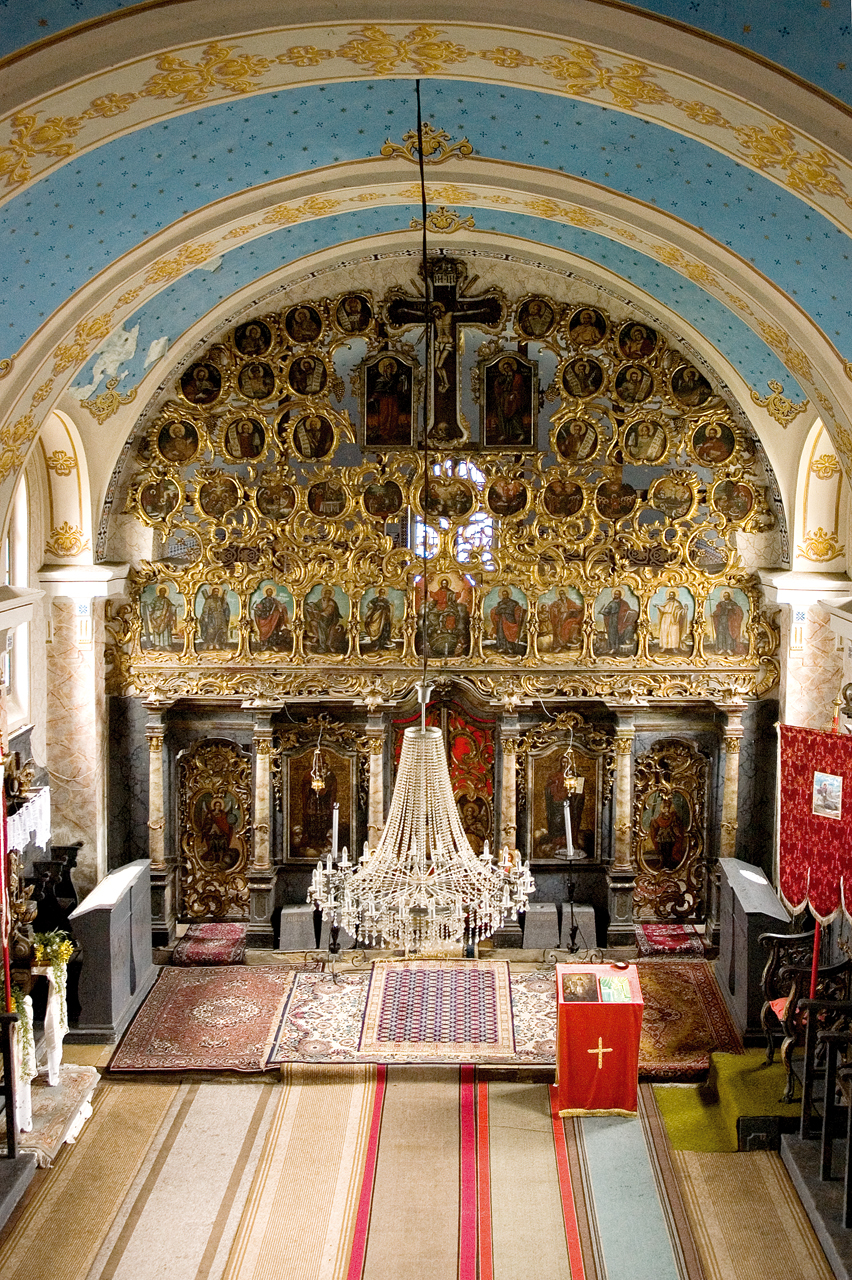
L'iconostase de l'église.

De l'iconostase de la première moitié du XVIIIe siècle n'ont été conservées que les icônes du Christ et de la Vierge, qui figurent aujourd'hui dans les collections du Musée de Syrmie à Sremska Mitrovica ; attribuées à un peintre de Thessalonique connu sous le nom de « maître de Milje », elles pourraient être l'œuvre de Hristofor Žefarović. L'iconostase actuelle date de la seconde moitié du XVIIIe siècle ; elle a été sculptée par des artistes macédoniens influencés par le style baroque italien et formés dans des ateliers grecs ; elle a été peinte par Teodor Kračun dans le style baroque serbe.